# Castillo del Real
El castillo del Real, también llamado castillo del Real de Vilaragut y Castillo de Marines, está ubicado entre los municipios de Marines y Olocau, en la comarca del Campo de Turia, en la provincia de Valencia.

## Historia
Se trata de una fortaleza de la época musulmana y se utilizaba para la defensa del norte de Valencia frente a los ataques de Aragón, como otros castillos de la zona, tales como los castillos de Chelva y Morvedre.
Se tiene referencias de su existencia en relatos como la compilación histórica de Ibn Idari, sobre la Valencia del siglo XI. También en la Historia Roderici se hace referencia al castillo al narrar una de las aventuras de El Cid. La Crónica General, en 1344, al tratar los mismos hechos, También hace referencia al castillo de Olocau.
Este castillo logró mantener su importancia hasta el siglo XIII, ya que se tiene constancia de haber sido una de las últimas fortalezas en rendirse, durante la reconquista realizada por el rey Jaime I de Aragón, tras lo cual pasó a poder cristiano. De hecho, en el libro del Repartiment y también en un documento de Jaime I de 1250, ya se hace referencia al castillo como Castillo de Olocau.
Ya hacia finales del siglo XIII, el 3 de febrero de 1286, Ramón Escorna, primer Señor de Olocau, obtuvo de Alfonso III, el Liberal, el feudo del castillo, permitiéndosele en el año 1287 reedificarlo. A principios del siglo XIV el señorío perteneció a Joan Escorna, quien el 29 de octubre de 1359, vende el castillo y la baronía de Olocau a Mateu Mercer. Más tarde el señorío pasa a la familia Vilaragut.
Violante de Vilaragut por su matrimonio con el noble Luis Boil obtiene como dote, entre otras propiedades, los señoríos del castillo y valle de Olocau, a lo cual se oponen violentamente en 1475 sus hermanos. Tras muchas luchas entre familiares, en el año 1649 el condado pasa a los Fenollet, por matrimonio de doña Margarita de Vilaragut y Sanz, hija del Conde de Olocau, con Diego de Fenollet y Albiñana.
Finalmente, y por problemas de falta de descendencia directa de la familia Fenollet, en 1871 la propiedad pasa a Doña Mª del Carmen Crespí de Valldaura y Caro, hija del Conde de Orgaz y Sumacarcer, vecina de Palma de Mallorca, consorte de D. José de Zaforteza y Togores, Dameto y Denti; perteneciendo desde entonces a los descendientes de ésta.

## Descripción
El castillo se encuentra en su mayor parte en el término de Marines, en lo alto de un monte, a unos 574 metros. Presentando la fortificación un perímetro irregular, adaptado al terreno. Dentro de la fortificación se pueden distinguir dos recintos: uno de mayor extensión, el exterior, del que sólo quedan la base, parte de la planta cuadrangular y un aljibe; otro interior, de planta trapezoidal, que se encuentra situado en una prominencia rocosa, y que conserva las principales dependencias del castillo. Comprende tres espacios a distintos niveles.
El primer espacio, a nivel más bajo, está cubierto totalmente por escombros. El segundo espacio, está también sepultado por escombros, aunque se ven restos de muros, de muy escasa altura. Destaca un nicho de planta rectangular, de 1,98 metros de longitud por un metro de profundidad, cubierto por bóveda de medio cañón, que como el resto de los edificios está fabricada con lajas de rodeno y cal. El hecho de que esta construcción esté aneja a un aljibe, así como la existencia de una abertura, actualmente cegada, que parece comunicar con el mismo, hacen pensar en que se trata de un rebosadero, para facilitar la recogida de agua. Los restos permiten afirmar que este segundo espacio comunicaba a través de un amplio pasillo con la entrada a la fortaleza. En la zona más elevada, tenemos el tercer espacio, con la torre, que se encuentra precedida por un patio de planta cuadrangular, al que se accede por un pasillo acodado, fabricado en estuco. En este piso se abre parte de la claraboya del segundo aljibe de la fortaleza, el cual está cubierto con bóveda de medio cañón, en la que se conserva todavía el revestimiento de estuco así como la impronta de las cañas que formaron el cimbrado.
La torre, es de planta rectangular de 8 por 6 metros y sus muros tienen un espesor aproximado de 88 centímetros, cubierta con bóveda de medio cañón de 6,23 metros de longitud. Está construida con una base de cal y rodeno. En el interior de la torre, a la que se accede por una puerta, bastante deteriorada en su parte superior, encontramos los restos de una escalera de doble ida que subía al primer piso, del cual solo conservan de forma fragmentada restos de los paramentos y del inicio de la bóveda que lo cubría, lo que hace presuponer la existencia de una terraza o piso superior. También presenta la torre dos dependencias adosadas al muro septentrional, en el subsuelo, que actualmente están casi totalmente cubiertas de escombros procedentes del derrumbe de parte de sus bóvedas. La iluminación interior se consigue a través de tres pequeños ventanucos enmarcados por una triple plancha de rodeno por cada dintel, además de la gran abertura en el muro que enfrenta con la entrada de la torre.
El material empleado en su construcción es mayoritariamente el rodeno, combinado con cal y la técnica más utilizada es el tapial. Los muros de la construcción, en su conjunto, están formados por rodeno combinado con cal, lo que forma una sólida masa.